# John Gruden
John Daniel Gruden, född 4 juni 1970, är en amerikansk ishockeytränare och före detta professionell ishockeyback.

## Spelare
John Gruden tillbringade sex säsonger i den nordamerikanska ishockeyligan National Hockey League (NHL), där han spelade för Boston Bruins, Ottawa Senators och Washington Capitals. Han producerade nio poäng (ett mål och åtta assists) samt drog på sig 46 utvisningsminuter på 92 grundspelsmatcher.
Gruden spelade också för Eisbären Berlin i Deutsche Eishockey Liga (DEL); Providence Bruins och Grand Rapids Griffins i American Hockey League (AHL); Detroit Vipers och Grand Rapids Griffins i International Hockey League (IHL); Ferris State Bulldogs i National Collegiate Athletic Association (NCAA) samt Waterloo Black Hawks i United States Hockey League (USHL).
I 1990 års draft draftades han av Boston Bruins i åttonde rundan som 168:e spelare totalt.

### Statistik
| 1989–1990   | Waterloo Black Hawks  | USHL        | 47  | 7  | 39 | 46  | 35  | —  | — | —  | —  | —  |
| 1990–1991   | Ferris State Bulldogs | NCAA        | 39  | 4  | 11 | 15  | 29  | —  | — | —  | —  | —  |
| 1991–1992   | Ferris State Bulldogs | NCAA        | 37  | 9  | 14 | 23  | 24  | —  | — | —  | —  | —  |
| 1992–1993   | Ferris State Bulldogs | NCAA        | 41  | 16 | 14 | 30  | 58  | —  | — | —  | —  | —  |
| 1993–1994   | Boston Bruins         | NHL         | 7   | 0  | 1  | 1   | 2   | —  | — | —  | —  | —  |
|             | Ferris State Bulldogs | NCAA        | 39  | 4  | 11 | 15  | 29  | —  | — | —  | —  | —  |
| 1994–1995   | Boston Bruins         | NHL         | 38  | 0  | 6  | 6   | 22  | —  | — | —  | —  | —  |
|             | Providence Bruins     | AHL         | 1   | 0  | 1  | 1   | 0   | —  | — | —  | —  | —  |
| 1995–1996   | Boston Bruins         | NHL         | 14  | 0  | 0  | 0   | 4   | 3  | 0 | 1  | 1  | 0  |
|             | Providence Bruins     | AHL         | 39  | 5  | 19 | 24  | 29  | —  | — | —  | —  | —  |
| 1996–1997   | Providence Bruins     | AHL         | 78  | 18 | 27 | 45  | 52  | 10 | 3 | 6  | 9  | 4  |
| 1997–1998   | Detroit Vipers        | IHL         | 76  | 13 | 42 | 55  | 74  | 23 | 1 | 8  | 9  | 16 |
| 1998–1999   | Ottawa Senators       | NHL         | 13  | 0  | 1  | 1   | 8   | —  | — | —  | —  | —  |
|             | Detroit Vipers        | IHL         | 59  | 10 | 28 | 38  | 52  | 10 | 0 | 1  | 1  | 6  |
| 1999–2000   | Ottawa Senators       | NHL         | 9   | 0  | 0  | 0   | 4   | —  | — | —  | —  | —  |
|             | Grand Rapids Griffins | IHL         | 50  | 5  | 17 | 22  | 24  | 12 | 1 | 4  | 5  | 8  |
| 2000–2001   | Grand Rapids Griffins | IHL         | 34  | 2  | 6  | 8   | 18  | 10 | 1 | 4  | 5  | 8  |
| 2001–2002   | Grand Rapids Griffins | AHL         | 57  | 3  | 14 | 17  | 48  | 5  | 1 | 0  | 1  | 2  |
| 2002–2003   | Eisbären Berlin       | DEL         | 38  | 6  | 25 | 31  | 34  | 9  | 2 | 6  | 8  | 4  |
| 2003–2004   | Washington Capitals   | NHL         | 11  | 1  | 0  | 1   | 6   | —  | — | —  | —  | —  |
| NHL totalt  | NHL totalt            | NHL totalt  | 92  | 1  | 8  | 9   | 46  | 3  | 0 | 1  | 1  | 0  |
| AHL totalt  | AHL totalt            | AHL totalt  | 175 | 26 | 61 | 87  | 129 | 15 | 4 | 6  | 10 | 6  |
| IHL totalt  | IHL totalt            | IHL totalt  | 219 | 30 | 93 | 123 | 168 | 55 | 3 | 17 | 20 | 38 |
| NCAA totalt | NCAA totalt           | NCAA totalt | 155 | 40 | 64 | 104 | 163 | —  | — | —  | —  | —  |

#### Internationellt
| Källa:        | Källa:        | Källa:        |         | Utv = Utvisningsminuter | Utv = Utvisningsminuter | Utv = Utvisningsminuter | Utv = Utvisningsminuter | Utv = Utvisningsminuter |
| År            | Lag           | Mästerskap    | Matcher | Mål                     | Assists                 | Poäng                   | Utv                     |                         |
| ------------- | ------------- | ------------- | ------- | ----------------------- | ----------------------- | ----------------------- | ----------------------- | ----------------------- |
| 2003          | USA           | VM            | 6       | 0                       | 1                       | 1                       | 4                       |                         |
| Senior totalt | Senior totalt | Senior totalt | 6       | 0                       | 1                       | 1                       | 4                       |                         |

## Tränare
Efter ishockeykarriären började han arbeta som tränare och ledde ishockeylag på high school- och ungdomsnivå. År 2011 blev han utsedd till assisterande tränare för Team USA (USHL). Gruden var där fram tills 2015 när han blev tränare för Flint Firebirds (OHL), säsongen därpå lämnade han och blev tränare för ligakonkurrenten Hamilton Bulldogs. År 2018 lämnade han Bulldogs och fick chansen att arbeta i NHL, när han blev utsedd till assisterande tränare för New York Islanders. År 2022 flyttade Gruden vidare och blev assisterande tränare för sitt gamla lag Boston Bruins.

## Privat
John Gruden är far till Jonathan Gruden.